# Iavoriv
Iavoriv (en ukrainien : Яворів) ou Yavorov (en russe : Яворов ; en polonais : Jaworów ; en allemand : Jaworiw ; en yiddish : יאַוואָראָוו) est une ville de l'oblast de Lviv, en Ukraine, et le centre administratif du raïon de Iavoriv. Sa population s'élevait à 13000 habitants.

## Géographie
Iavoriv est arrosée par la rivière Chklo et se trouve à 46 km à l'ouest de Lviv.

## Histoire
La ville est mentionnée pour la première fois dans des documents écrits en 1436. Elle reçut des privilèges urbains (droit de Magdebourg du roi Sigismond II de Pologne en 1569. Ce fut une des résidences préférées du roi Jean III Sobieski, qui y reçut les félicitations du pape pour son succès contre les Turcs à Vienne (1683). Au XVIIIe siècle, la ville est un centre important de commerce et d'artisanat sur la route Lviv – Iaroslavl. À partir de 1772, elle est rattachée à l'Autriche et devint un centre de district de la province de Galicie. En 1914, la ville comptait 10 500 habitants, dont 1 500 Polonais et 2 700 Juifs. Au cours de la Seconde Guerre mondiale, un important ghetto fut créé dans la ville où furent enfermés plus de 5 000 Juifs. Des milliers de Juifs et de prisonniers de guerre soviétiques furent tués dans les environs de Iavoriv de 1941 à 1944,.
Pendant la guerre froide, le pacte de Varsovie utilisait un terrain de manœuvres près de Iavoriv. Depuis 1995, ce terrain est utilisé dans le cadre de la coopération militaire entre l'Ukraine et l'OTAN . Pour profiter de la proximité de la frontière polonaise, Iavoriv est devenue en 1999 une « zone économique spéciale » comprenant une zone industrielle et un parc technologique, qui bénéficient d'exemptions de droits de douane et d'impôts .
À 10 km à l'est de Iavoriv se trouve la station thermale de Chklo.
Le 13 mars 2022, durant la guerre en Ukraine, les forces russes ont bombardé la base militaire de Yavoriv. Un porte-parole militaire russe a affirmé que l'attaque a tué plus de 180 "mercenaires". Les Ukrainiens, quant à eux, reconnaissent 35 tués et 134 blessés,,. Le bombardement a été entendu jusqu'en Pologne.

## Population
Recensements (*) ou estimations de la population :
| 1860  | 1900   | 1959* | 1970*  | 1979*  |
| ----- | ------ | ----- | ------ | ------ |
| 8 585 | 10 046 | 7 486 | 10 354 | 12 413 |

| 1989*  | 2001*  | 2011   | 2012   | 2013   |
| ------ | ------ | ------ | ------ | ------ |
| 13 029 | 13 210 | 12 948 | 12 900 | 12 905 |

## Personnalités

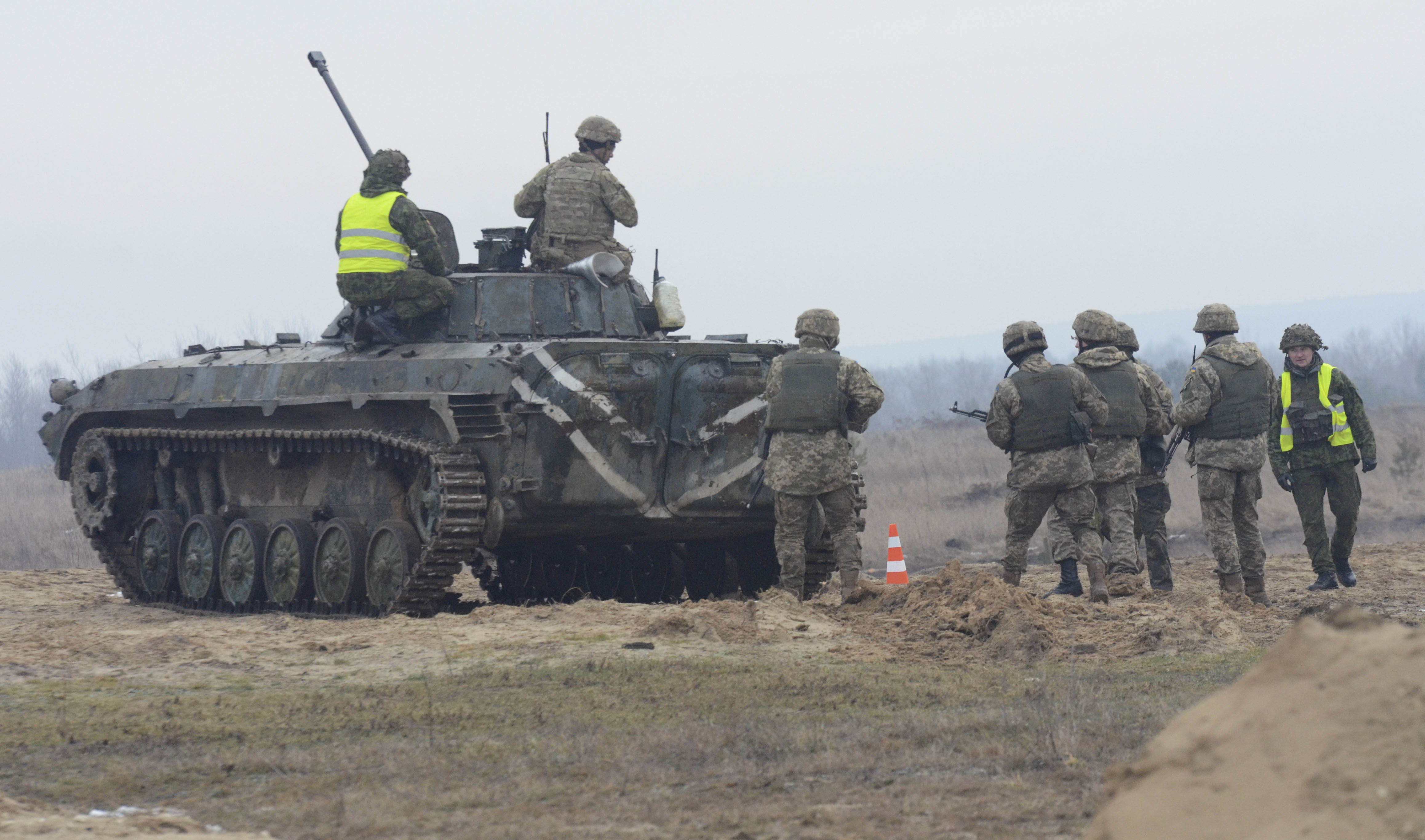
Un BMP-2 de la 24e brigade mécanisée (Ukraine) du camp d'entrainement au maintien de la paix de Iavoriv.

- Mykola Radeĭko (1920-2005) : médecin, résistant ukrainien. Né dans cette commune[10].
- Władysław Langner : général de l'armée polonaise)
- Stanisław Nowakowski : Président des scouts polonais
- Wawrzyniec Żmurko : mathématicien
- David Altschuler : rabbin commentateur de la Torah. Il a été rabbin de la synagogue locale[11]
- Osyp Makovei : écrivain ukrainien

## Galerie de photographies

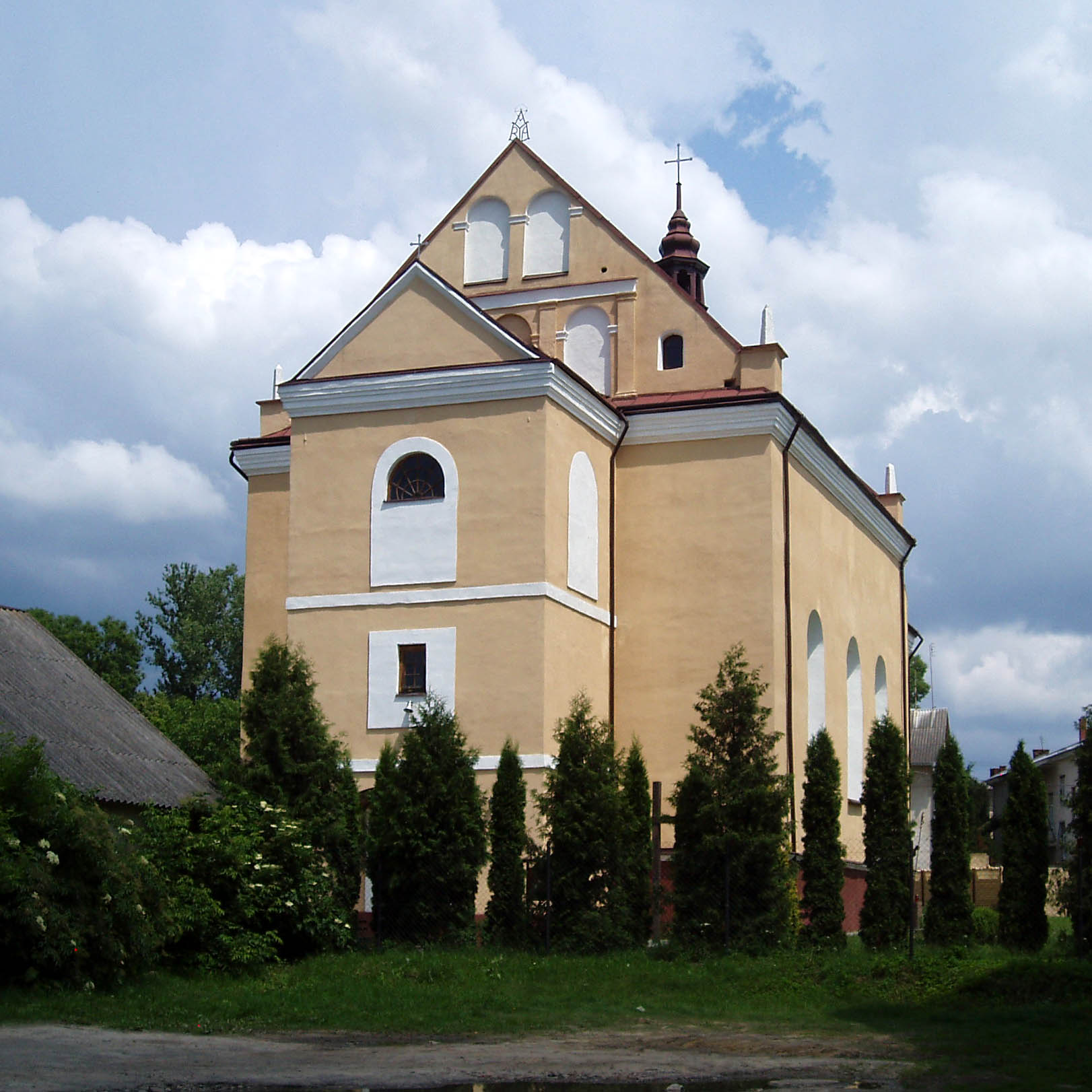
Église Saints-Pierre-et-Paul, classée[12].
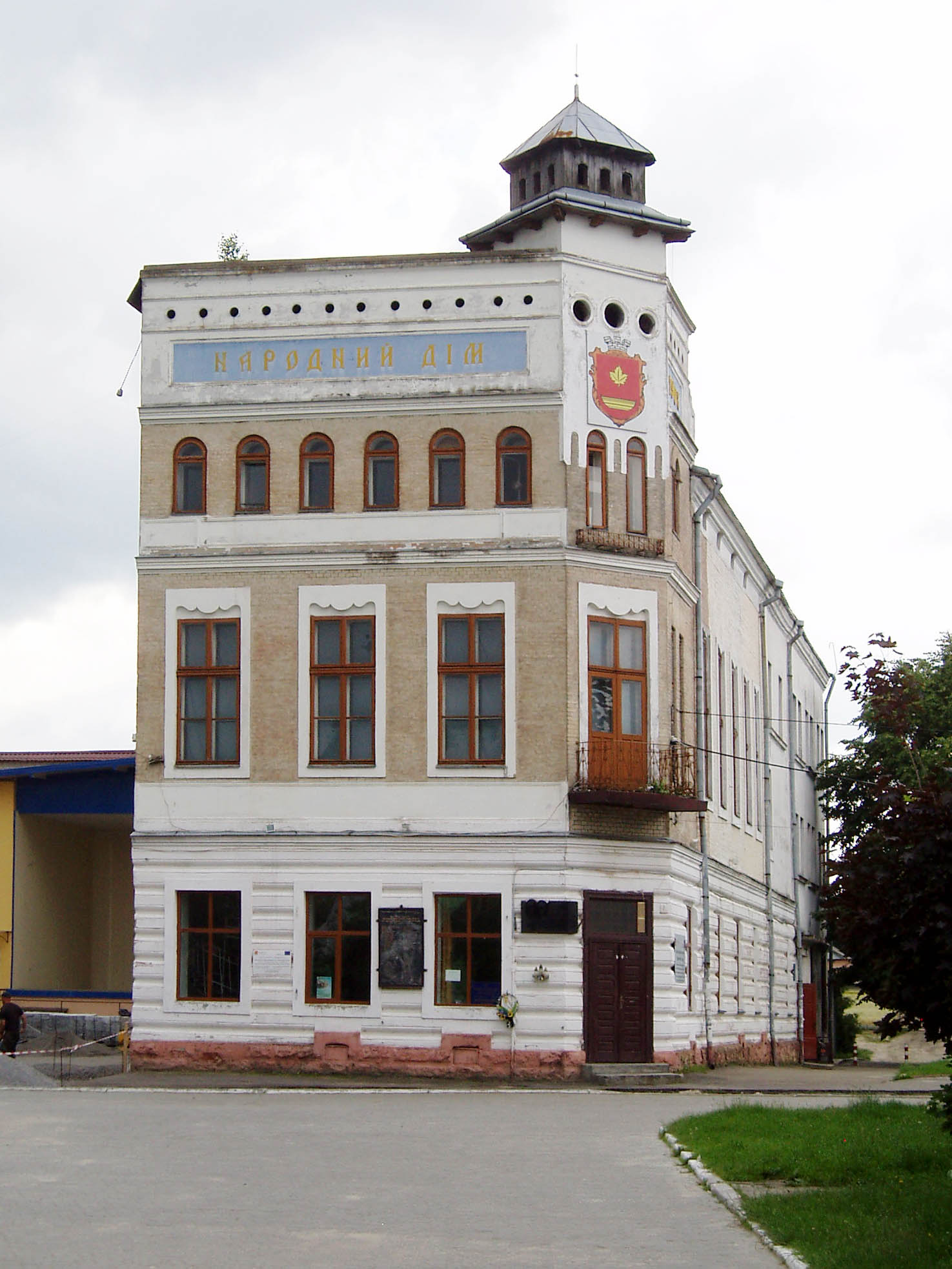
Mairie, classée[13].
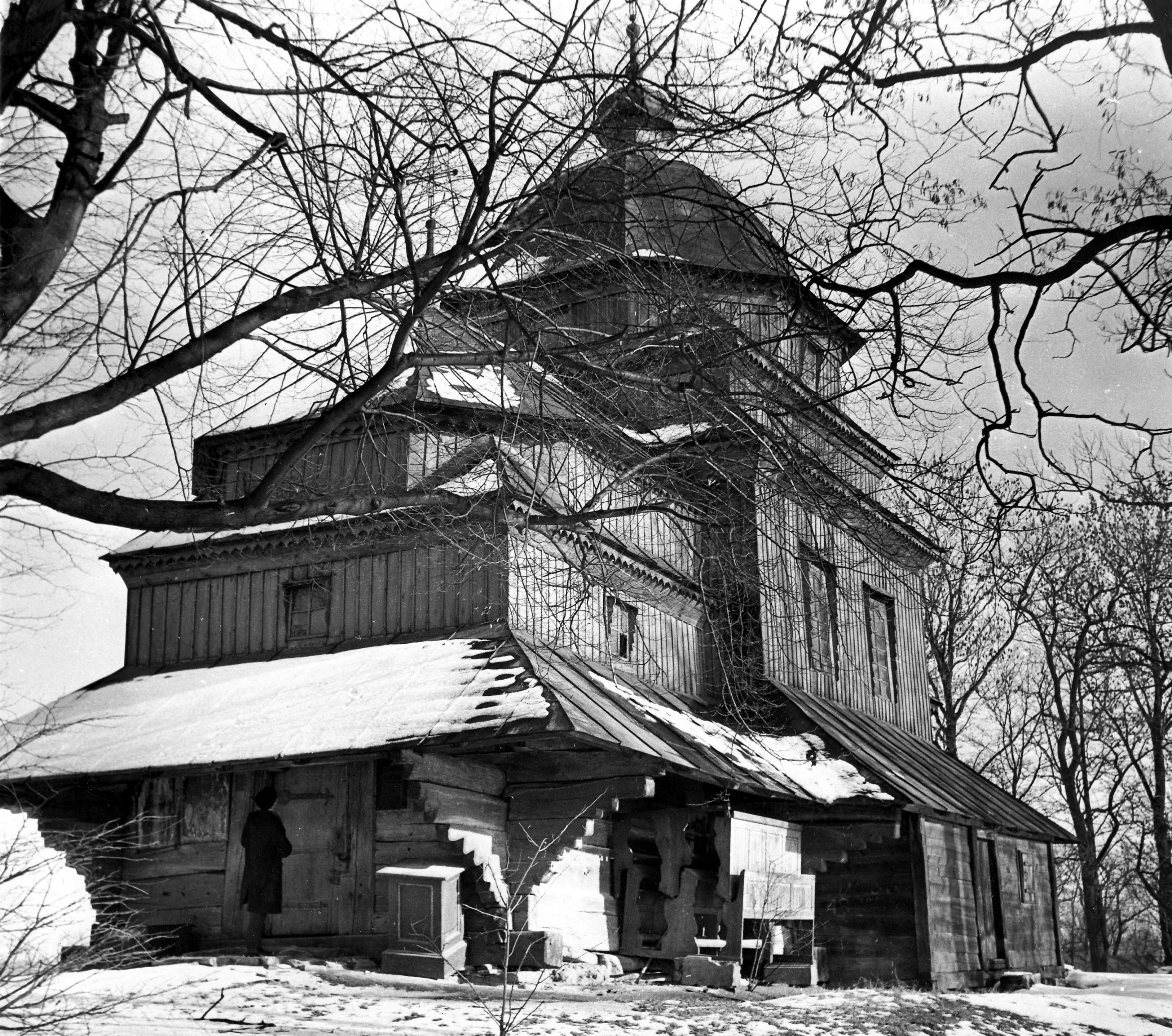
Église de la Dormition, classée[14].
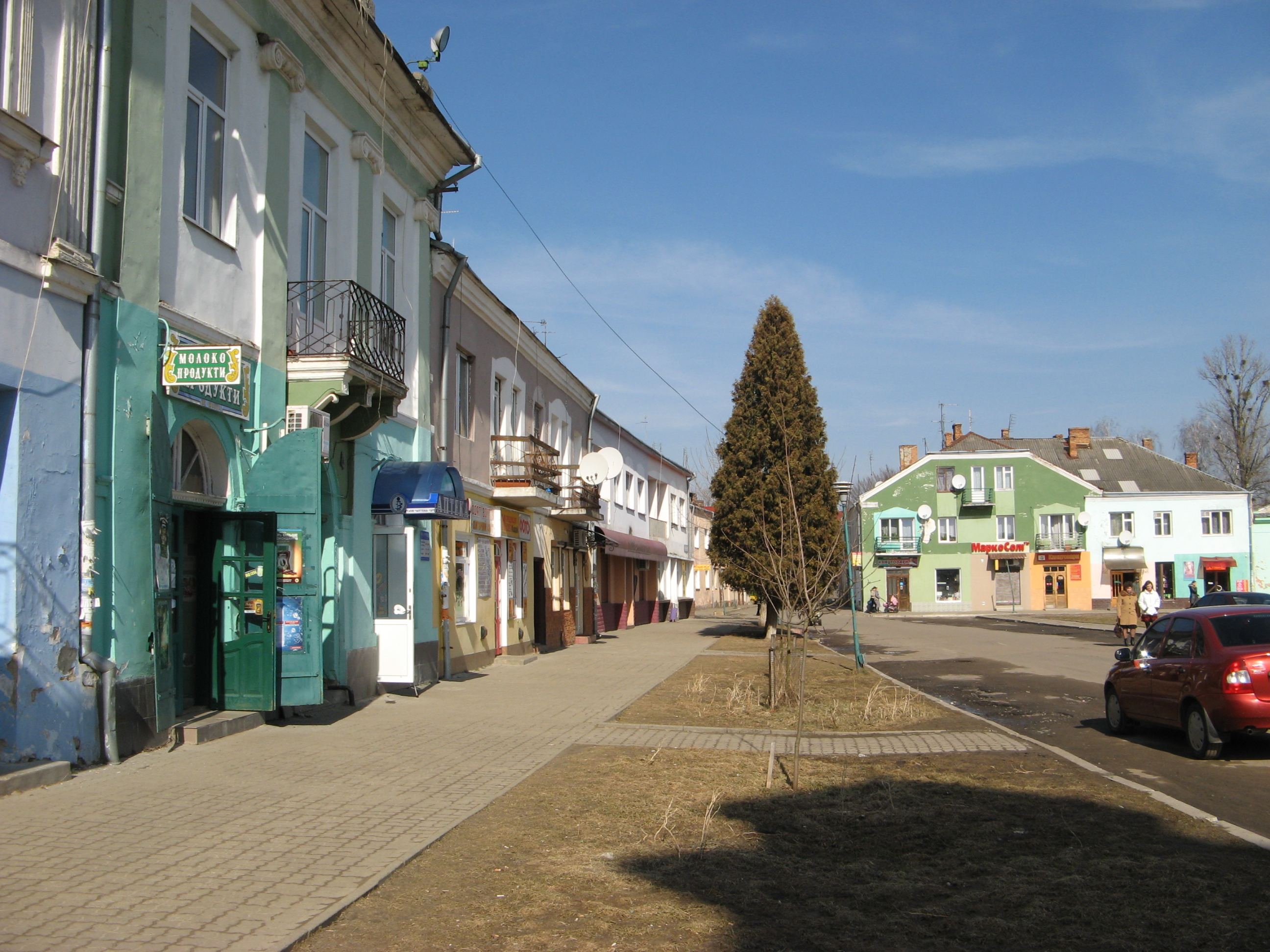
Centre-ville.
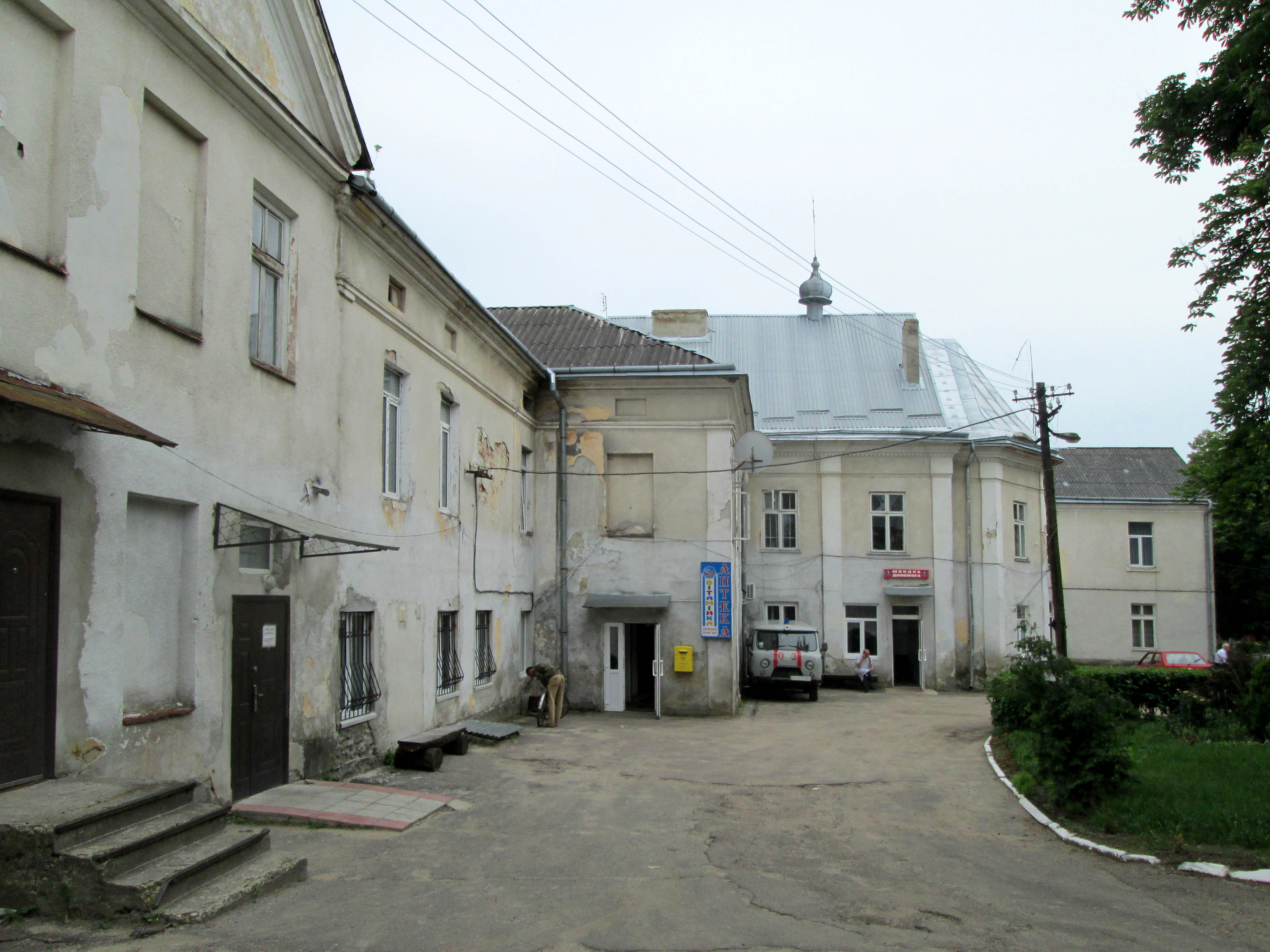
Monastère st-Basile, classé[15].
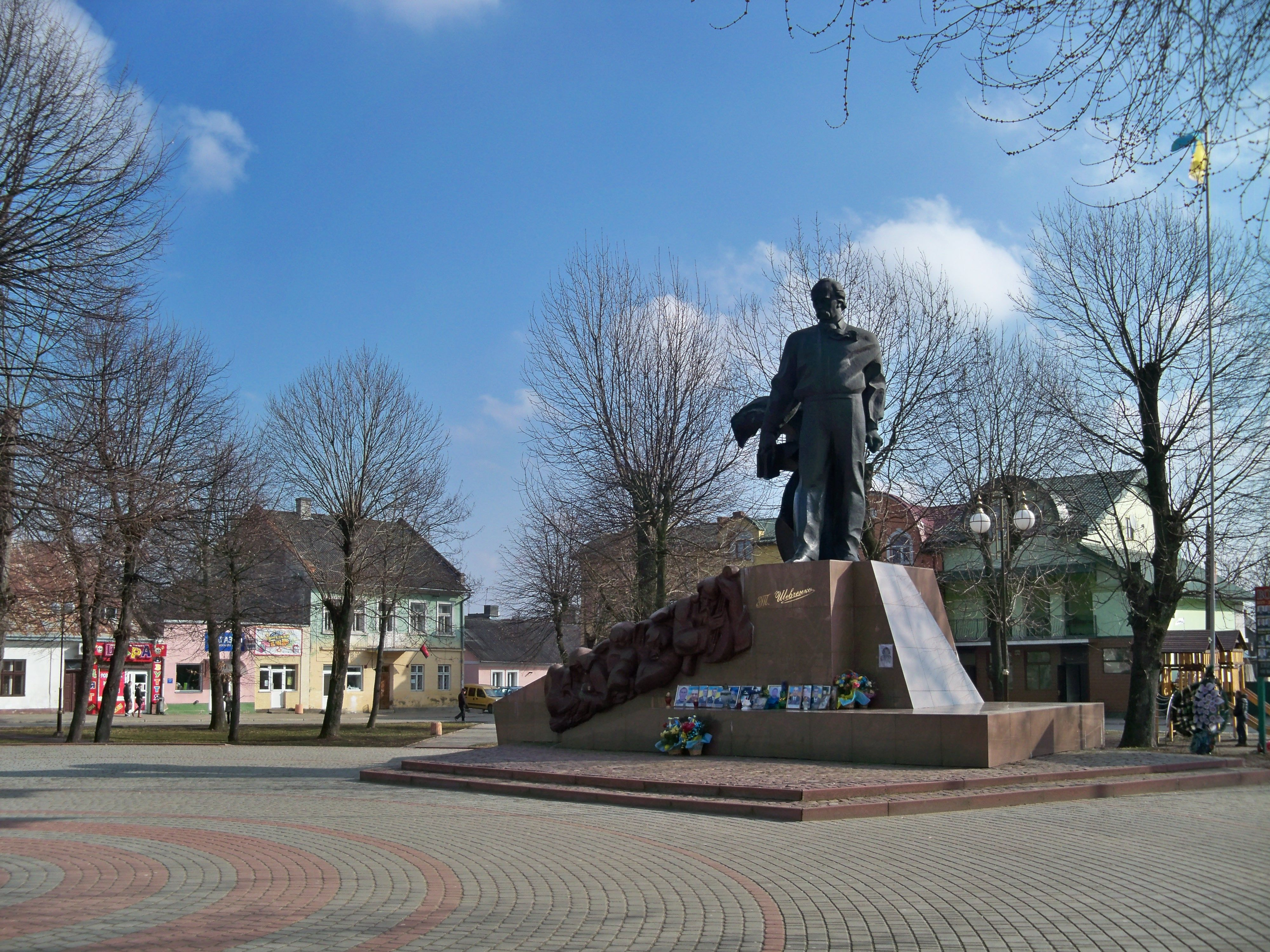
Monument à Taras Chevtchenko, classé[16].